# Straalmotor

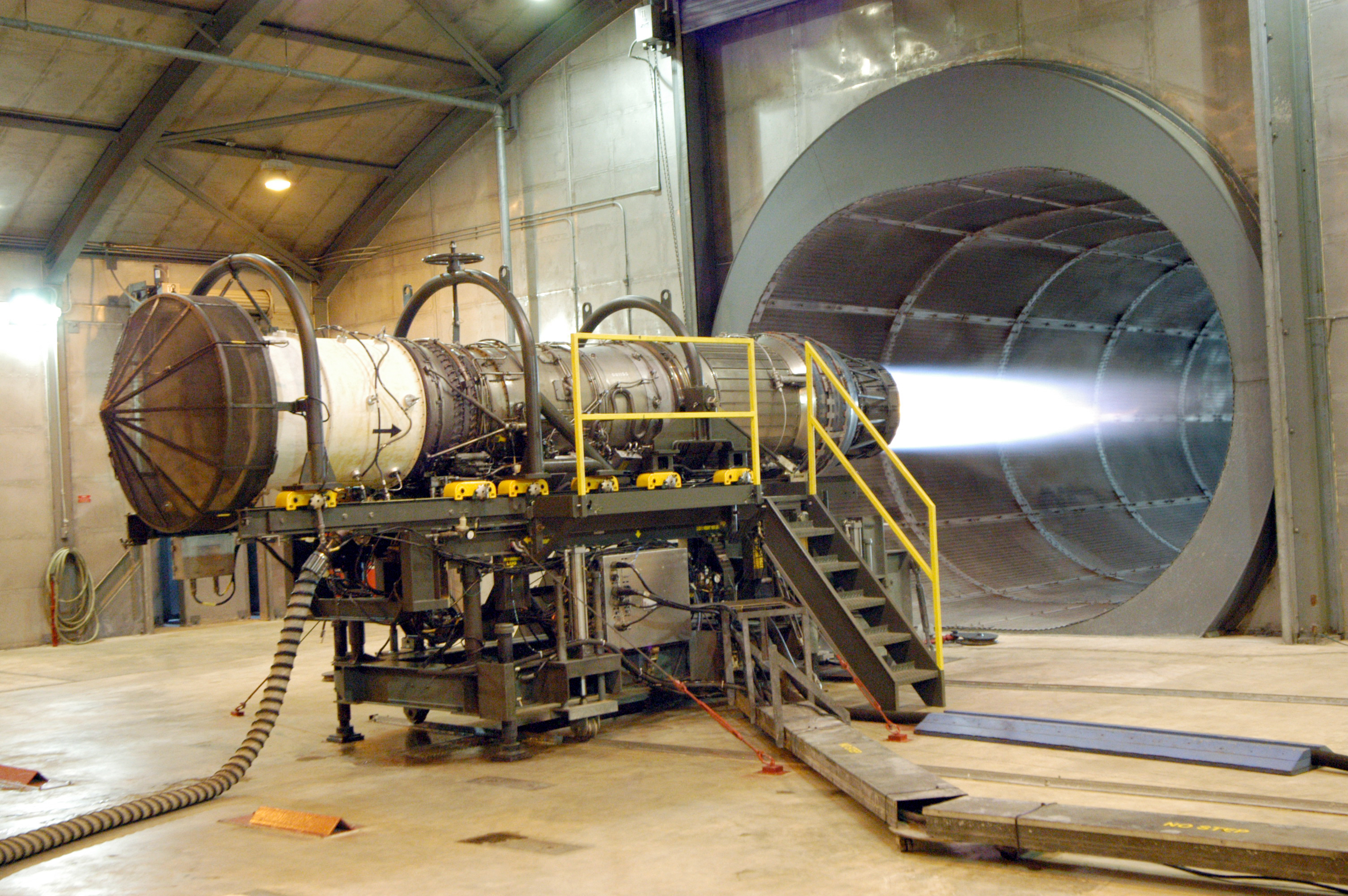
Een Pratt & Whitney-turbofan met naverbrander van een F-15-straaljager

Een straalmotor, ook wel jet engine, is een motor die een straal heet gas gebruikt om meestal een vliegtuig te bewegen. De straalmotor is uitgevonden door Frank Whittle.

## Werking
De basis van de meeste straalmotoren is hetzelfde. Lucht wordt ingezogen aan de voorkant en door de compressor samengeperst. Daarna wordt er brandstof toegevoegd en het resulterende mengsel wordt ontstoken. De verbranding produceert een grote hoeveelheid warmte, waardoor het gasmengsel met de ontstane verbrandingsgassen bij gelijkblijvende druk sterk uitzet en de motor aan de achterkant verlaat. Hoewel de stuwkracht afhankelijk is van de snelheid voor en na de straalmotor, wordt de stuwkracht niet veroorzaakt door de snelheidstoename. De voortstuwende kracht wordt wel bepaald door de druk, uitgeoefend door de gassen die door de reactor stromen, op de bestanddelen van de straalmotor.
Het vermogen van de straalmotor wordt beschreven met deze stuwkracht, maar is in werkelijkheid variabel en afhankelijk van de snelheid. De stuwkracht kan nog verhoogd worden door extra brandstof in de uitlaat te injecteren, deze naverbrander kan de stuwkracht ongeveer verdubbelen, maar dat gaat gepaard met een extreem hoog brandstofverbruik. Daarom wordt hij voornamelijk gebruikt voor militaire toepassingen; uitzonderingen zijn twee supersonische passagiersvliegtuigen, de Toepolev Tu-144 en de Concorde.
Een straalmotor is erg efficiënt bij hoge snelheden (in het bijzonder rond of boven de geluidssnelheid) en lage luchtdichtheid (dat wil zeggen op grote hoogte). Voor langzamere vliegtuigen is een turboprop of turbofan meer gebruikelijk.

## Componenten
In het algemeen zijn straalmotoren opgebouwd rond een centrale as die door de hele lengte van de motor loopt met een compressor (voor het comprimeren van de lucht) aan de voorkant en een turbine (die de compressor aandrijft) aan de achterkant. De compressor comprimeert de lucht en de turbine (die aangedreven wordt door de straal uitlaatgas) drijft op zijn beurt weer de compressor aan. In het midden zit de verbrandingskamer waar het lucht-brandstof-mengsel ontstoken wordt.
De FADEC (Full Authority Digital Engine Control) is de digitale elektronische regelapparatuur die volledig zelfstandig de motor regelt.

## Varianten
De simpelste versie van een straalmotor wordt een ramjet (stuwstraalmotor) genoemd. De ramjetmotor heeft geen bewegende delen en kan zichzelf pas voortstuwen wanneer hij op snelheid is gebracht door een extern apparaat. Er moet namelijk eerst zuurstof in zijn verbrandingskamer geperst worden en aangezien een ramjet niet beschikt over een turbine of compressor kan deze lucht alleen worden aangevoerd door eerst snelheid te maken. Een variant van de ramjet was de pulserende straalmotor, die in de Tweede Wereldoorlog door het Duitse leger in de V-1 werd toegepast. Door een systeem met verende klepjes aan de ingang kon bij lagere snelheid al voldoende druk opgebouwd worden om stuwkracht te leveren. De V-1 werd met een katapult gelanceerd.
Een volgende stap in de ontwikkeling van de straalmotor was door een turbine en compressor aan de ramjet toe te voegen zodat er ook tijdens stilstand lucht in de verbrandingskamer kon worden geperst. Dit principe werd voor het eerst werkend tentoongesteld door Frank Whittle. Ook werd er bij de straalmotor van Whittle gebruikgemaakt van meerdere verbrandingskamers. Deze eerste motoren waren uitgerust met centrifugaalcompressoren. Deze hadden echter een relatief grote diameter, waardoor de motor noodzakelijkerwijs een grote diameter kreeg en dus meer luchtweerstand veroorzaakte. Voor snel vliegende vliegtuigen is daarna de axiale compressor toegepast, waarbij inkomende lucht stapsgewijs, door in serie geplaatste schoepenraderen, wordt gecomprimeerd. De kleinere motordiameter woog op tegen het nadeel van toegenomen complexiteit.
Tegenwoordig wordt veelal gebruikgemaakt van twee types motoren, de turbojet en de turbofan. De turbojet is de oudere versie die nog steeds gebruikt wordt waar snelheid de voorkeur boven kracht verdient zoals bij straaljagers. De moderne burgerluchtvaart maakt tegenwoordig gebruik van turbofans. Deze motoren verschillen van de turbojet door naast de lucht te comprimeren en te verbranden ook nog koude lucht om de motor heen in de hete uitlaatstraal te pompen, soms tot wel meer dan 90% van de totale luchthoeveelheid. Turbofans van het "high-bypass"-type zijn uiterlijk te herkennen aan een grote luchtinlaat ten opzichte van de uitlaat. Vergelijk bijvoorbeeld de motoren van de Boeing 707 (tf33-turbojets) met die van de 767 (cf6-80-turbofans)
De turboprop werkt op hetzelfde principe als de straalmotor. Echter de turbine wordt hier vooral gebruikt om een propeller aan te drijven en zo voortstuwing te leveren. Deze motor is op lage snelheden efficiënter dan de straalmotor.